# Ethiopian Church
Ethiopian Church var ett kristet trossamfund i Sydafrika, grundat i november 1892 av Mangena Maake Mokone, Samuel Brander och några andra pastorer.
Mokone hade samma år lämnat Wesleyan Methodist Church med hänvisning till rassegregation, dåliga löner och bristande respekt för svarta pastorer inom denna kyrka. Snart anslöt sig även förkunnare som J Z Tantsi, J G Xaba, Marcus Gabashane, Daniel William Alexander och James Mata Dwane till den nya Ethiopian Church.
Två kvinnliga släktingar till Mokone, Kate och Charlotte Maneye studerade i USA och kom där i kontakt med African Methodist Episcopal Church (AMEC). Man informerade Mokone om detta samfund som leddes av afro-amerikaner. Ethiopian Church utsåg Mata Dwane att resa till USA och förhandla om en anslutning till AMEC. Dwane återvände med befogenhet att inviga pastorerna inom Ethiopian Church till tjänst inom AMEC och man beslutade 1896 att formellt ansluta kyrkan till AMEC.  Ethiopian Church hade då cirka 3 000 medlemmar och tjugo pastorer.

1898 besökte den amerikanske biskopen Turner Sydafrika och ordinerade Mokone till äldste inom AMEC.
Men snart uppstod splittring inom AMEC. Redan 1899 samlades Dwane, M Mpumlwane med flera i Queenstown och bildade Order of Ethiopia.
De följande åren bildades en uppsjö olika "etiopiska" kyrkor, bland annat Ethiopian Catholic Church in Zion 1904.